# Cierres del Gobierno de los Estados Unidos en 2018

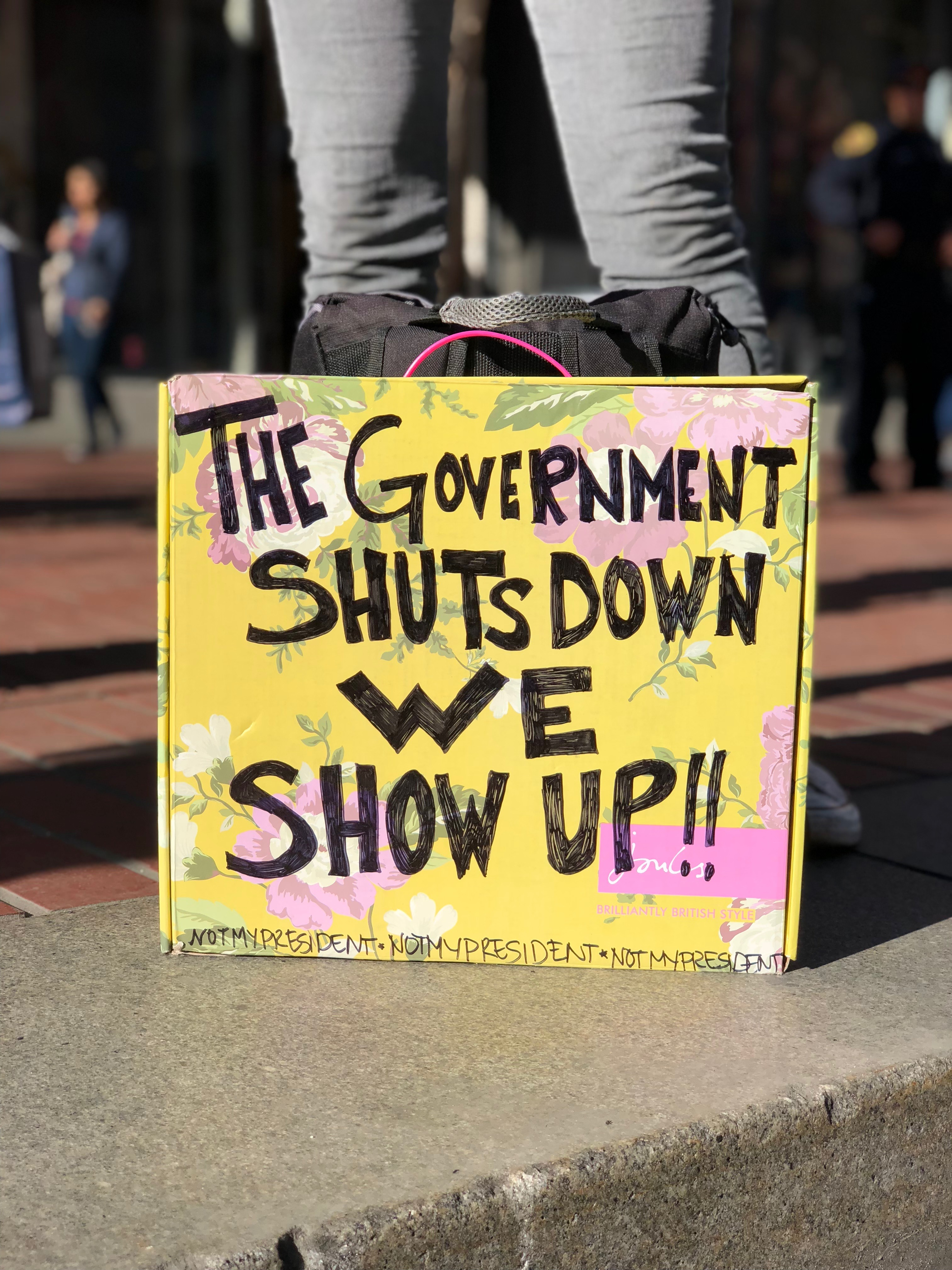
Marcha de mujeres de Seneca Falls en 2018, cierre del gobierno federal de enero en los Estados Unidos

Hubo tres cierres del Gobierno de los Estados Unidos en 2018, estos ocurrieron en los meses de enero, febrero, y diciembre.

## Primero
El primer cierre empezó la medianoche del sábado 20 de enero y terminó el anochecer del lunes 22 de enero. El acontecimiento se produjo después de que la Legislatura no logró aprobar el financiamiento del Gobierno y sus agencias. Esta situación afectó a los beneficiarios de la Acción Diferida para los Llegados en la Infancia (DACA, por sus siglas en inglés). Aquellas personas cubiertas por el programa estuvieron expuestos a afrontar una posible deportación. Había también una disputa respecto al financiamiento de la construcción del muro fronterizo de Estados Unidos - México, una propuesta de la campaña presidencia de Donald Trump.

## Segundo
El segundo cierre se produjo el 9 de febrero por una falta de financiamiento. A pesar de que esta situación sólo duró nueve horas por la noche y no interrumpió funcionamiento de gobierno o servicios, el acontecimiento fue ampliamente referido en los medios de comunicación como el segundo cierre de gobierno.

## Tercero
Un tercer cierre empezó el 22 de diciembre y se convirtió en el cierre parcial del Gobierno Federal de los Estados Unidos de 2018-2019.